# Seznam matematičnih funkcij
Nekatere funkcije v matematiki realne ali kompleksne spremenljivke so dovolj pomembne, da si zaslužijo posebno ime. Spodaj je seznam tistih člankov, ki podrobneje opisujejo takšne funkcije.

## Elementarne funkcije

### Osnovne funkcije
- absolutna vrednost: predznak danega števila.
- konstantna funkcija: vrednost funkcije se ne spreminja, ne glede na argument, če ta obstaja.
- celi del: največje celo število manjše ali enako od realnega števila.
- Heavisidova skočna funkcija: enaka 0 za negativne argumente in 1 za pozitivne. Integral Diracove porazdelitve delta.
- identična funkcija: preslika dani element sama vase.
- funkcija predznaka (signum): vrne predznak števila, +1 ali -1.
- unimodalna funkcija: za x<m narašča, za x>m pada, pri x=m ima maksimum.

### Elementarne algebrske funkcije
- linearna funkcija: ima v enačbi samo člen z x in prosti člen.
- kvadratna funkcija: ima v enačbi samo člen z x2, člen z x in prosti člen.
- polinomske funkcije: nastanejo samo s seštevanjem in množenjem.
- potenčna funkcija: realna potenca spremenljivke.
- kvadratni koren: ima za rezultat število, katerega kvadrat je podan.
- korenska funkcija: ima za rezultat število, katerega n-ta potenca je podana.

### Elementarne transcendentne funkcije
- eksponentna funkcija: spremenljivke se nahajajo v eksponentih.
- logaritemska funkcija: obrati eksponentnih funkcij; uporabljamo jih pri reševanju enačb z eksponenti.
- trigonometrične funkcije: sinus, kosinus, itd.; uporabljamo jih v geometriji in za opis periodičnih pojavov.
- krožne funkcije: obrati trigonometričnih funkcij.
- hiperbolične funkcije: po obliki podobne trigonometričnim funkcijam.

## Specialne funkcije
- funkcija Γ: posplošitev funkcije fakulteta.
- funkcija Ϝ: logaritemski odvod funkcije Γ.
- funkcija Β,
- Riemannova funkcija ζ: poseben primer Dirichletovih vrst.
  - Dirichletova funkcija η: sorodna funkcija.
  - Dirichletova funkcija λ
  - Riemannova funkcija ξ
  - Riemann-Sieglova funkcija θ
- Dirichletova funkcija β
- Legendrova funkcija χ
- Lercheva funkcija ζ
- eliptični integrali: pomembni na mnogih področjih, na primer pri proučevanju elips.
- eliptične funkcije: obrati eliptičnih integralov; uporabljamo jih pri modeliranju dvojno periodičnih pojavov.
- hipergeometrične funkcije: mnogovrstna družina potenčnih vrst.
- Legendrovi polinomi: iz teorije
- Besslove funkcije: določene z diferencialno enačbo; uporabne v astronomiji in mehaniki.
- logaritemski integral: integral obratne vrednosti logaritma, pomemben v praštevilskem izreku.
- Lambertova funkcija W: obrat funkcije f(w) = w ew.
- funkcija napake: integral pomemben pri normalnih slučajnih spremenljivkah.

## Funkcije teorije števil (aritmetične funkcije)

### Aditivne funkcije
- funkcija Ω(n): število vseh praštevil, ki delijo dano naravno število n, štetih s ponovitvijo.
- funkcija ω(n): število različnih praštevil, ki delijo dano naravno število n.

### Multiplikativne funkcije
- Eulerjeva funkcija φ(n): število vseh tujih pozitivnih celih števil ali relativnih praštevil naravnega števila n manjših od n.
- Möbiusova funkcija μ(n): povezana s faktorji naravnih števil, ki niso deljiva s kvadratom.
- Liouvillova funkcija λ(n): vrsta posplošitve Möbiusove funkcije.
- število deliteljev τ(n): število pozitivnih deliteljev naravnega števila n.
- vsota deliteljev σ(n): vsota vseh pozitivnih deliteljev naravnega števila n.

### Nemultiplikativne funkcije
- particijska funkcija: število urejene predstavitve naravnega števila n kot vsote manjših naravnih števil.
- Število praštevil π(n): število praštevil manjše ali enako od naravnega števila n.

## Druge standardne specialne funkcije
- Carlsonova simetrična forma
- Clausenova funkcija
- Dawsonova funkcija
- Dedekindova funkcija η
- eksponentni integral
- Hurwitzeva funkcija ζ
- nepopolna funkcija Β
- nepopolna funkcija Γ
- funkcija λ

## Druge
- Ackermannova funkcija: v numerični analizi, rekurzivna funkcija, ki ni primitivno rekurzivna.
- Diracova funkcija delta: povsod enaka nič razen za x = 0; celotni integral je 1. Ni funkcija temveč porazdelitev.
- Dirichletova funkcija: nikjer zvezna.
- Weierstrassova funkcija: zvezna, nikjer odvedljiva.